# 仁村站
仁村站位于中华人民共和国陕西省西安市长安区西太路与恒业大道交叉口，是西安地铁6号线的一座车站，于2020年12月28日投入使用。

## 车站结构
本站为地下两层岛式站台车站。
- 站徽（2023年8月）
- 站台（2023年4月）
- 往西北工业大学站站台（2021年10月）

| 地面            | 出入口                            | A-D出入口                                      |
| 地下一层 站厅层 | 站厅                              | 客务中心、自动售票机、进出站闸机、长安通自助机 |
| 地下二层 站台层 |                                   | 6号线往纺织城（郭杜西）                        |
| 地下二层 站台层 | 岛式站台，左侧开门                |                                                |
| 地下二层 站台层 | 6号线往西安国际医学中心（终点站） |                                                |

## 出入口
本站共有4个出入口。
|      |                              |      |
| 编号 | 指引                         | 图片 |
| A    | 西太路（西）、恒业大道（北） |      |
| B    | 西太路（西）、恒业大道（南） |      |
| C    | 西太路（东）、恒业大道（南） |      |
| D    | 西太路（东）、恒业大道（北） |      |

## 接驳公交

### 南侧南行，近B出口/北侧北行，近D出口
| 小仁村        | 小仁村                 | 小仁村 | 小仁村               | 小仁村          |
| 编号          | 路线                   | 路线   | 路线                 | 备注            |
| ------------- | ---------------------- | ------ | -------------------- | --------------- |
| 330           | 产业园公交调度站       | 全程 ⇆ | 草堂七路公交调度站   | 原 高新草堂专线 |
| 330           | 西太路（国际医学中心） | 区间 ⇆ | 宋村南转盘           | 原 高新草堂专线 |
| 337           | 国际医学公交调度站     | ⇆      | 航天大道西口         |                 |
| 高新6号线     | 高新综合保税区         | ⇆      | 西沣路辅道锦业一路口 |                 |
| 高新7号线     | 高新综合保税区         | ⇆      | 时代广场             |                 |
| 高新城乡2号线 | 产业园公交调度站       | ⇆      | 西北工业大学长安校区 | 定时班车        |